# Übelbach
Übelbach (Pârâul rău) este o comună cu  ca. 2.200 loc. care se află situat în landul Steiermark, Austria în apropiere de Notberg și la 20 km. nord-vest de Graz. Localitatea se află la altitudinea de 580 m deasupra n.m. ocupă suprafața de 94,55 km², la data de 1 aprilie 2009 comuna avea o populație de 1.966 loc. cu o densitate de 21 loc./km². Übelbach are prefixul telefonic 03125, iar codul poștal 8124. Primarul comunei este Markus Windisch (ÖVP), iar Web site este Übelbach.

## Localități vecine
| Sankt Michael in Obersteiermark | Leoben, Frohnleiten  | Frohnleiten      |
| Sankt Stefan ob Leoben          |                      | Deutschfeistritz |
| Rachau, Gallmannsegg            | Geistthal, Gschnaidt | Großstübing      |